# Antonio Ambu
Antonio Ambu (ur. 10 maja 1936 w Cagliari) – włoski lekkoatleta, długodystansowiec, mistrz igrzysk śródziemnomorskich w 1967, dwukrotny olimpijczyk.

## Kariera sportowa
Zajął 14. miejsce w biegu na 10 000 metrów na mistrzostwach Europy w 1962 w Belgradzie i 40. miejsce w biegu maratońskim na igrzyskach olimpijskich w 1964 w Tokio. Na międzynarodowych mistrzostwach w biegach przełajowych w 1966 w Rabacie zajął 20. miejsce. Nie ukończył maratonu na mistrzostwach Europy w 1966 w Budapeszcie.
Zdobył złoty medal w maratonie na igrzyskach śródziemnomorskich w 1967 w Tunisie, wyprzedzając İsmaila Akçaya z Turcji i Carlosa Péreza z Hiszpanii. Zajął 21. miejsce w tej konkurencji na igrzyskach olimpijskich w 1968 w Meksyku.
Był mistrzem Włoch w biegu na 5000 metrów w 1958, 1961, 1962, 1964, 1965 i 1967, w biegu na 10 000 metrów w latach 1958, 1962 i 1964–1968, w biegu na 20 kilometrów w latach 1961, 1962 i 1964–1968, w maratonie w latach 1962 i 1964–1969 oraz w biegu przełajowym na długim dystansie w latach 1959, 1963, 1964 i 1966–1969 oraz w sztafecie 4 × 1500 metrów w 1975.
Wielokrotnie ustanawiał rekordy Włoch:
- bieg na 3000 metrów z czasem 8:03,4 (2 czerwca 1965, Saint-Maur-des-Fossés)
- czterokrotnie bieg na 5000 metrów do czasu 13,50,8 (27 lipca 1965 Grosseto)
- trzykrotnie bieg na 10 000 metrów do czasu 29:09,2 ()9 października 1965, Mediolan)
- dwukrotnie bieg godzinny do wyniku 19 532 m (17 października 1965, Schio)
- dwukrotnie bieg na 20 000 metrów do czasu 1:01:28,8 (17 października 1965, Schio)
- dwukrotnie bieg na 25 000 metrów do czasu 1:18:22,0 (17 października 1965, Schio)
- dwukrotnie bieg na 30 000 metrów do czasu 1:35:30,0 (17 października 1965, Schio)
- trzykrotnie bieg maratoński do czasu 2:18:04 (19 kwietnia 1967, Boston)